# Белолипецкий, Валериан Ерофеевич
Валериан Ерофеевич Белолипецкий (1869—1943) — русский военачальник, генерал-майор; редактор советских военных изданий.

## Биография
Родился 23 декабря 1869 года[по какому календарю?].
После обучения в Симбирском кадетском корпусе и 2-м военном Константиновском училище (1888) был выпущен в 137-й пехотный Нежинский полк. Подпоручик (ст. 09.08.1888). Поручик (ст. 09.08.1892).
Окончил Николаевскую академию Генерального штаба (1895; по 1-му разряду). Штабс-капитан (ст. 06.05.1900). Капитан (ст. 06.05.1901). Исполняющий должность помощника инспектора классов Виленского пехотного юнкерского училища (с 01.09.1901).
Участник русско-японской войны 1904—1905. Исполняющий должность штаб-офицера для поручений при полевом управлении этапами 2-й Манчжурской армии (с 17.10.1904).
Подполковник (ст. 16.02.1905; за боевые отличия). Полковник (ст. 06.12.1910). Командовал ротой и батальоном в 108-м пехотном Саратовском полку.
Участник похода в Восточную Пруссию в августе-сентябре 1914 года, боев при Сталлупенене 04(17).08.1914 и Гумбиннене (07(20).08.1914). После гибели командира полка полковника Струсевича (от раны полученной в бою при отходе 1-й армии из Восточной Пруссии 29.08.1914) назначен командовать полком. Руководил действиями полка в ходе боев зимой 1915, окончившихся окружением основных сил 20-го армейского корпуса в Августовских лесах. Достойно вышел из окружения.
На 20 апреля 1916 года — в том же чине и должности. Генерал-майор (пр. 10.07.-01.08.1916).
В марте 1917 года командовал бригадой 3-й Особой пехотной дивизии. Командующий 18-й Сибирской стрелковой дивизией (19.04.-08.05.1917). Командующий 18-й пехотной дивизией (с 08.05.1917).
После Октябрьской революции вступил в РККА. Был председателем секции уставной комиссии по разработке пехотных уставов управления по обучению и подготовке войск штаба РККА (08.1920-09.1922) и редактором при Управлении Делами Высшего Военного Редакционного Совета (с 09.1922).
В 1930-е годы в чине полковника принимал деятельное участие в издании сборников документов по операциям мировой войны (редактировал сборники «Варшавско-Ивангородская операция» М. 1938, «Восточно-Прусская операция» М. 1939, а также книгу Н. Евсеева «Августовское сражение в Восточной Пруссии» М. 1936 и многие другие).
Умер в Москве в 1943 году. Похоронен на Пятницком кладбище.

## Награды
- Награждён орденом Св. Георгия 4-й степени (4 марта 1917) и Георгиевским оружием (10 июня 1915).
- Также награждён орденами Св. Станислава 2-й степени (1905); Св. Анны 2-й степени с мечами (1905); Св. Владимира 4-й степени (1908); Св. Владимира 3-й степени с мечами (1914); мечи и бант к ордену св. Владимира 4-й степени (1915); Св. Станислава 1-й степени с мечами.